# STS-400
STS-400 e означението на планирана, но неизпълнена спасителна мисия по програма Спейс шатъл на НАСА на совалката „Индевър“. Това е щял да бъде двадесет и трети полет за совалката и сто двадесет и седми и вероятно последен за програмата. Целта на мисията е прибиране на Земята на седемте члена на екипажа на совалката Атлантис, мисия STS-125 в случай на непоправими щети по топлозащитното покритие на совалката.

## Планиран екипаж
До месец март 2008 г. екипажът на спасителната мисия е част от този на STS-123:
| Пост                    | Астронавт                                     |
| Командир                | Доминик Гори пети космически полет            |
| Пилот                   | Грегъри Харалд Джонсън втори космически полет |
| Специалист на мисията 1 | Майкъл Форман втори космически полет          |
| Специалист на мисията 2 | Робърт Бенкън втори космически полет          |

След март 2008 г. поради отлагане на STS-125 и провеждане на мисия STS-123, за „спасителен“ екипаж е назначен част от този на следващата планирана мисия (STS-126) на совалката „Индевър“:
| Пост                    | Астронавт                                 |
| Командир                | Кристофър Фергюсън трети космически полет |
| Пилот                   | Ерик Боу втори космически полет           |
| Специалист на мисията 1 | Стивън Боуен втори космически полет       |
| Специалист на мисията 2 | Робърт Кимбро втори космически полет      |

Полетът се забавя и междувременно е изпълнена и мисия STS-126. За спасителна совалка остава Дискавъри, а екипажът е част от STS-119. Самата мисия е преименувана на STS-401.
Поради ново забавяне на мисията е изпълнена STS-119, а за спасителна совалка е отново „Индевър“ и е върнато името STS-400.

## План на полета
За спасителните мисии на НАСА STS-3xx се предвиждало екипажът на повредената совалка да се придвижи до МКС и там да дочака спасителна мисия на совалка. Поради различните параметри на орбитите на МКС и телескопа Хъбъл (наклон и височина) това е невъзможно. Разработеният спасителен план е подобен на тези от преди ерата на МКС. Спасителната мисия трябва да стартира 3 дни след откриването на повредата и не повече от 7 дни след старта на STS-125 поради ограничените ресурси за самостоятелен на совалката (до 3 седмици).
Първите 2 дни след старта протичат в търсене и среща на двете совалки. Първото излизане в открития космос е планирано за третия ден от полета. Следващите две излизания са планирани за четвъртия ден, като за тогава трябва да се подготви совалката за повторно навлизане в атмосферата и унищожаване над акваторията на Тихия океан, северно от Хавайските острови. На петия ден се прави пълна проверка на топлоизолацията на „Индевър“ и подготовка за приземяване.
Провеждането на тази мисия би могло да означава край на програмата „Спейс шатъл“, тъй като НАСА остава с две совалки – „Дискавъри“ и „Индевър“. На 21 май 2009 г. НАСА официално отменя мисия STS-400 и започва подготовка на совалката за мисия STS-127.